# Инфекция (фильм, 2003)
«Инфекция» (хорв. Infekcija) — бельгийско-хорватский художественный кинофильм, поставленный режиссёром Крсто Папичем в 2003 году. Ремейк и сиквел фильма «Избавитель» этого же режиссёра.

## Сюжет
В основе фильма лежит повесть Александра Грина «Крысолов».

## В ролях
| Актёр            | Роль               |
| ---------------- | ------------------ |
| Леон Лючев       | Иван Гайский       |
| Луция Шербеджия  | Сара               |
| Свен Медвесек    | профессор Бошкович |
| Филип Шовагович  | мэр                |
| Дражен Кун       | директор           |
| Иво Грегуревич   | Мюллер             |
| Божидар Алич     | генерал Генц       |
| Вили Матула      | Карло              |
| Деян Ачимович    | церемонимейстер    |
| Борис Михольевич | инспектор          |
| Ана Карич        | мисс Рудольф       |